# جیانگشی نانچانگ گرینلند
جیانگشی نانچانگ گرینلند (به لاتین: Jiangxi Nanchang Greenland Central Plaza) یک ساختمان بلندمرتبه در چین است که در نانچانگ واقع شده‌است.